# Statsforvalter
Statsforvalter, tidligere fylkesmand, er et norsk embede som er statens (formelt set kongens) repræsentant i et fylke. Statsforvalteren er øverste leder for en forvaltningenhed som betegnes statsforvalterembebet, eller også Statsforvalteren med stort forbogstav.
Statsforvalteren skal bidrage til at Stortingets og regeringens retninglinjer bliver fulgt op. Dette sker ved at statsforvalteren udfører forvaltningopgaver på vegne af ministerierne, og ved at statsforvalteren overvåger kommunernes virksomhed og er klageinstans for mange typer kommunale vedtagelser.
Embedet har historiske rødder i middelalderens sysselmænd og lensmænd. I enevoldstiden blev stillingen professionaliseret som statsligt embede og betegnet amtmand i perioden 1662-1919. I 1919 blev titlen blev ændret til fylkesmand. 1 . januar 2021 blev titlen ændret fra fylkesmand til statsforvalter.
Statsforvalteren bliver udnævnt af Kongen i statsråd. Per 2012 havde statsforvalterembedene 2.440 ansatte.